# Luis Oliveira
Luís Airton Oliveira Barroso (São Luís, 1969. március 24. –) brazil születésű, belga válogatott labdarúgó, edző.
A belga válogatott tagjaként részt vett az 1998-as világbajnokságon.

## Sikerei, díjai
Anderlecht
- Belga bajnok (1): 1990–91
- Belga kupa (2): 1987–88, 1988–89
- Belga szuperkupa (1): 1987

Fiorentina
- Olasz szuperkupa (1): 1996

Como
- Olasz másodosztályú bajnok (Serie B) (1): 2001–02

Egyéni
- Az olasz másodosztály gólkirálya (1): 2001–02 (23 gól)